# أرتور بونيلا
أرتور بونيلا (بالإسبانية: Arturo Bonilla)‏ (23 يناير 1953 في هندوراس - ) هو لاعب كرة قدم هندوراسي في مركز الوسط. شارك مع منتخب هندوراس لكرة القدم. أما مع النوادي، فقد لعب مع نادي ماراثون.